# سد روصیرص
سد روصیرص (به عربی: سد الروصیرص) یک سد و نیروگاه برقابی در سودان است که در Ad Damazin, Sudan واقع شده‌است.